# Johann Christian Partzschefeldt
Johann Christian Partzschefeldt (* 19. Juni 1756 in Ronneburg; † März 1820 in Tübingen) war ein deutscher Zeichner und Universitätszeichenlehrer in Tübingen.

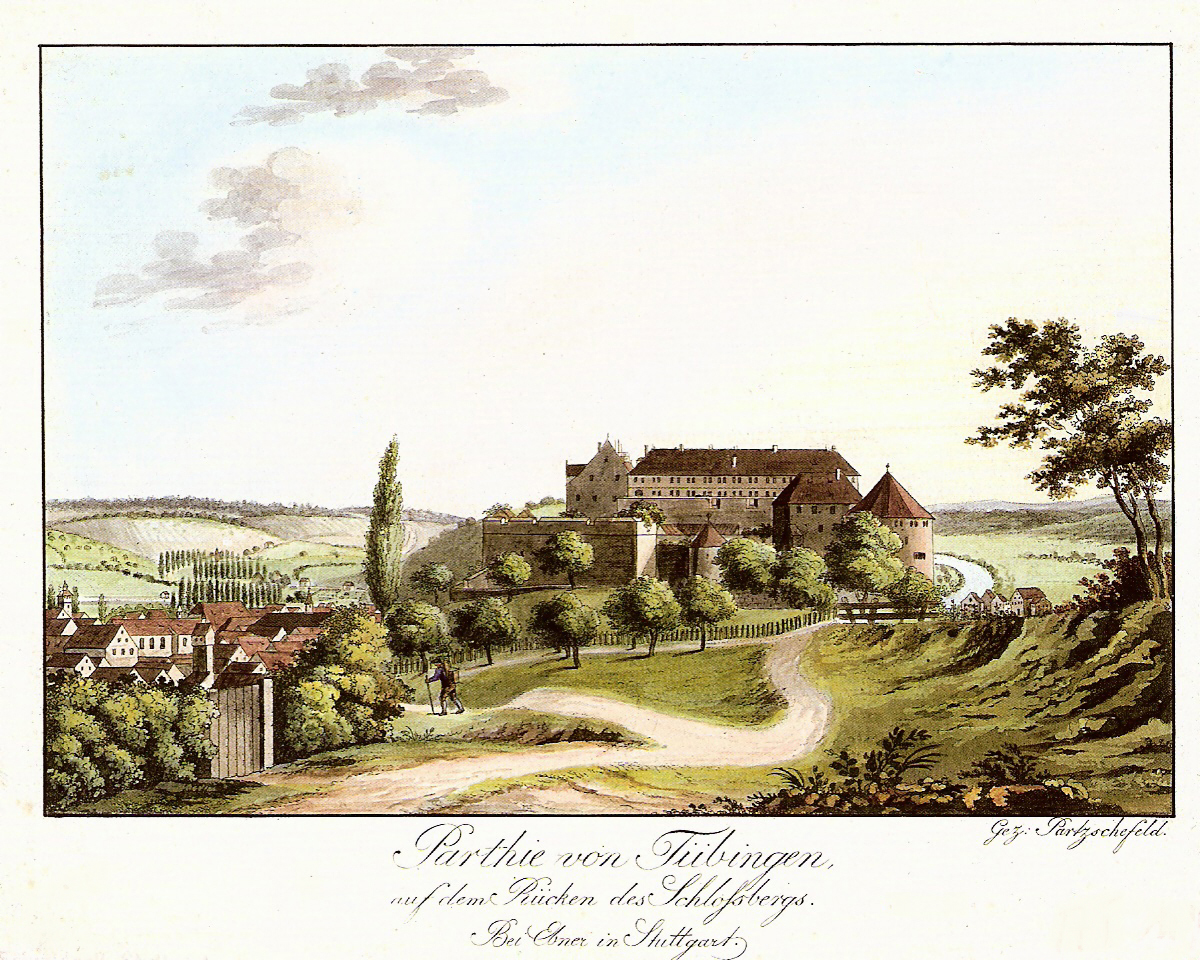
Parthie von Tübingen: Auf dem Rücken des Schlossbergs, aquarellierte Radierung, um 1800

## Leben
Partzschefeldt war der Sohn von Christian Gottlieb Partzschefeldt, eines Fouriers beim sächsischen Regiment. Er machte zunächst eine Lehre als Zeugmacher in seiner Heimatstadt. Mit 21 Jahren kam er 1777 nach Tübingen, wo er bis zu seinem Tode blieb. Zunächst arbeitete er acht Jahre lang als Zeugmachergeselle. Er freundete sich mit dem Tübinger Porträtisten Jakob Friedrich Dörr an und möglicherweise kam er durch ihn zur Malerei. Über die näheren Umstände ist jedoch nichts bekannt. Am 2. März 1785 bewarb er sich um die Stelle eines Schreibmeisters an der Universität Tübingen und bat um das „akademische Bürgerrecht“. Bereits am 19. März wurde er mit der neu geschaffenen Stelle betraut, das Inskriptionsgeld wurde ihm erlassen. Seine durch Verleihung des akademischen Bürgerrechts verbesserte soziale Stellung ermöglichte es ihm nun, eine eigene Familie zu gründen. Schon einen Monat später, am 24. April 1785, heiratete er die Tochter des Stadtrechners von Balingen, Catharina Elisabeth Rumpf (1753–1844). Mit ihr hatte er sechs Kinder (geboren in den Jahren 1786–1796), fünf Töchter und einen Sohn.
Von der Universität erhielt er aber kein Gehalt, seine Haupteinnahmequelle war privater Zeichenunterricht, bereits seit 1785. Offenbar 1786 erhielt er an der Universität zusätzlich die Stelle eines Zeichenmeisters, weiterhin ohne Bezahlung. Zusätzlich zum privaten Zeichenunterricht verdiente er durch Porträtieren sowie den Verkauf der Veduten von Tübingen, von denen die meisten von Carl Ebner in Stuttgart verlegt wurden. Die Stelle eines Universitätszeichenlehrers wurde erst Ende 1808 geschaffen mit der Einstellung des „ersten Zeichenlehrers“ Christoph Friedrich Dörr, der ein ehemaliger Schüler von Partzschefeldt war, während er selbst seit dieser Zeit als „zweiter Zeichenlehrer“ fungierte. Zwar stellte Partzschefeldt im November 1808 einen Antrag auf Bezahlung, doch zu diesem Zeitpunkt wurde dem Antrag nicht entsprochen. Erst als die Zeichenanstalt 1816 zum Zeicheninstitut umbenannt wurde, erhielt er bescheidenes Gehalt. Er lebte in bescheidenen Verhältnissen und hatte keine Ersparnisse, als er verhältnismäßig früh – mit 64 – starb, sodass seine Witwe um Unterstützung bei der Universität bitten musste. Dieser Antrag wurde durch den Universitätssenat gegenüber dem württembergischen König – Friedrich I. – unterstützt. Partzschefeldt wurde dort als ein Mann, der sich durch „treue Pflichterfüllung“ auszeichnete und sich sowohl „durch Schreib- als Zeichen-Unterricht lange Zeit ohne alles Gehalt […] Vielen nützlich machen konnte“, dargestellt.
Im November 1813 wurde Partzschefeldt Pate der Schreinerstochter Lotte Zimmer, der späteren Pflegerin von Friedrich Hölderlin, was als ein Hinweis darauf gewertet werden kann, dass er sich in Tübingen einlebte und Anerkennung fand.

## Leistungen
Partzschefeldt war einer der ersten Tübinger Vedutenmaler, welche die Stadt nicht nur von ihrer traditionellen Schauseite, sondern auch von den anderen Himmelsrichtungen her darstellten. Er wanderte in seinen Bildern entlang ihrer Mauern, niemals zeigte er jedoch Motive innerhalb der Stadt. Auf seinen Bildern sind immer Personen zu sehen – Bürger der Stadt auf ihrem Spaziergang vor den Toren. Seine Figuren sind meist Rückenfiguren, die den Blick des Betrachters ins Bild hinein lenken sollen. In seiner vierteiligen Serie, die Tübingen aus den vier Himmelsrichtungen zeigt, nimmt der Betrachter quasi den Standpunkt der Staffagefiguren ein und bewundert mit ihnen Landschaft und Architektur. Diese dominieren in seinen Bildern, die Staffage unterstreicht nur deren Bedeutung. Zudem thematisierte er ein relativ junges kulturhistorisches Motiv – das bürgerliche Flanieren: „Seine Bilder sind nicht nur als Erinnerungsbilder, sondern auch als bildliche Anleitung für den ästhetischen Genuß des Spaziergangs gedacht: er sollte sehen und lernen.“

## Berühmtere Arbeiten
Alle, soweit nicht anders angegeben, Stadtmuseum Tübingen
- vor 1793 „Partie von Tübingen bey dem langen Steg an der alten Ammer“ (Radierung, 177 × 240 mm, erschienen bei Ebner; Universitätsbibliothek Tübingen)
- ca. 1796 Tübingen von der Mitternachtseite (Radierung, 118 × 171 mm)
- ca. 1796 Tübingen von der Abendseite (Radierung, 118 × 171 mm)
- ca. 1796 Tübingen von der Morgenseite (Aquarell, 108 × 175 mm, Vorlage zum nächsten)
- ca. 1796 Tübingen von der Morgenseite (aquarellierte Radierung, 108 × 175 mm)
- ca. 1796 Tübingen von der Mittagseite (Radierung, 108 × 173 mm)
- 1799 „Ansicht bey dem Gasthof zum goldenen Trauben, vor dem Lustnauer Thor zu Tübingen“ (aquarellierte Radierung, 206 × 295 mm)
- vor 1800 Tübingen von Süd-Ost [von der jetzigen Gartenstraße] (Aquarell)
- ca. 1800 Partie von Tübingen auf dem Rücken des Schlossberges (Tusche, 175 × 246 mm, Vorlage zum nächsten)
- ca. 1800 Partie von Tübingen auf dem Rücken des Schlossberges (aquarellierte Radierung, 174 × 240 mm, erschienen bei Ebner)
- ca. 1800 Partie vor dem Schmiedtor (Aquarell, 180 × 246 mm, Studie zum nächsten)
- ca. 1800 „Parthie vor dem Schmid Thor beym Schaafhaus“ (Radierung, 178 × 246 mm, erschienen bei Ebner)
- vor 1801 Stadt und Schloss vom Stöckle aus (Gouache, 475 × 370 mm)
- 1802 Evangelisches Stift vom Süden (Radierung, 160 × 210 mm)
- ca. 1810 Tübingen von der Steinlacher Brücke (Radierung)
- ca. 1810 Tübingen vom Südosten (kolorierte Lithographie, 98 × 145 mm)
- ca. 1830 Stadt und Schloss vom Westen (Gouache, 390 × 510 mm)

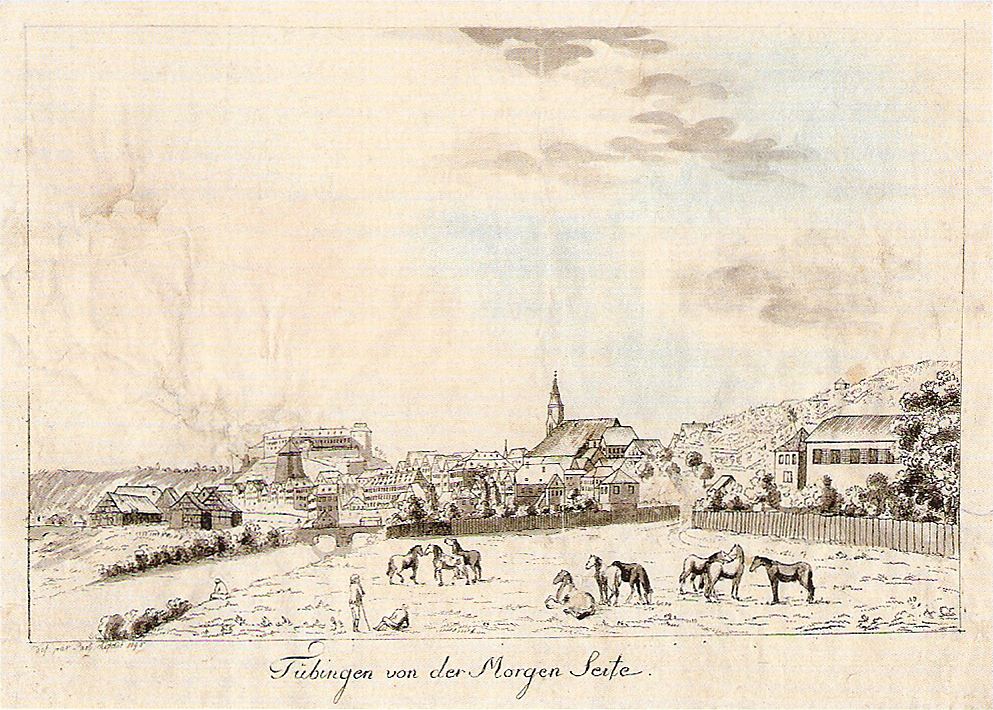
Tübingen von der Morgenseite (aquarellierte Radierung, 1796)
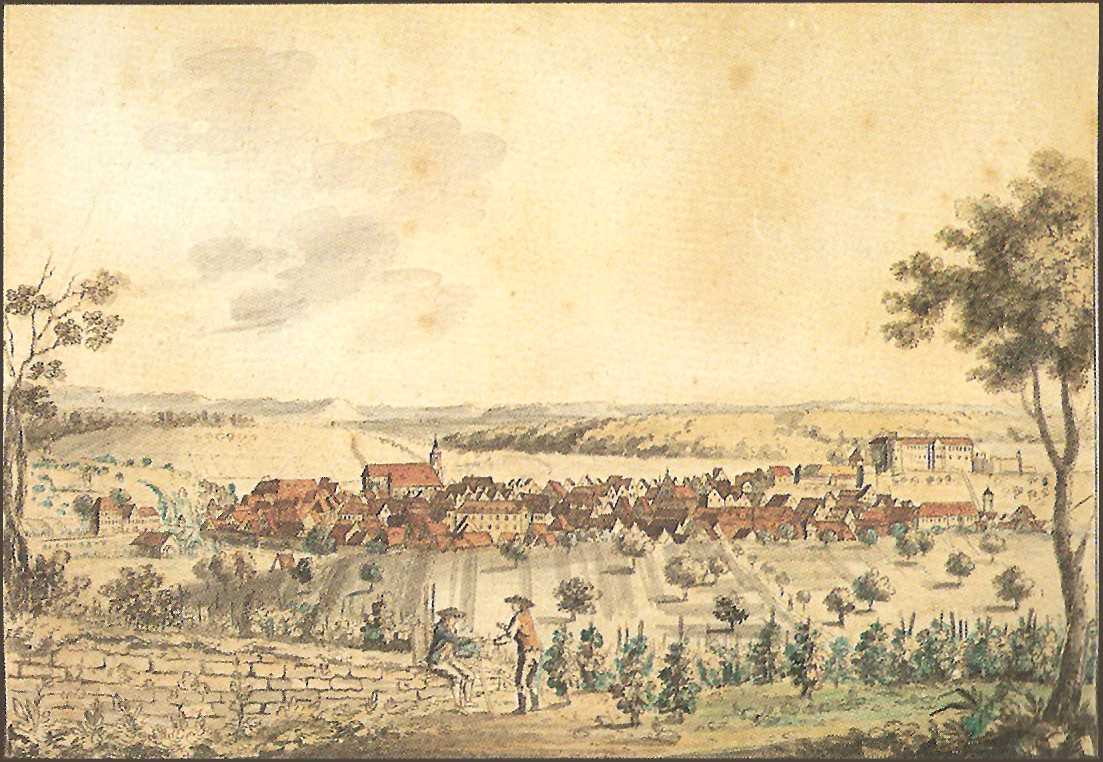
Tübingen von der Mitternachtseite (Radierung, 1796)
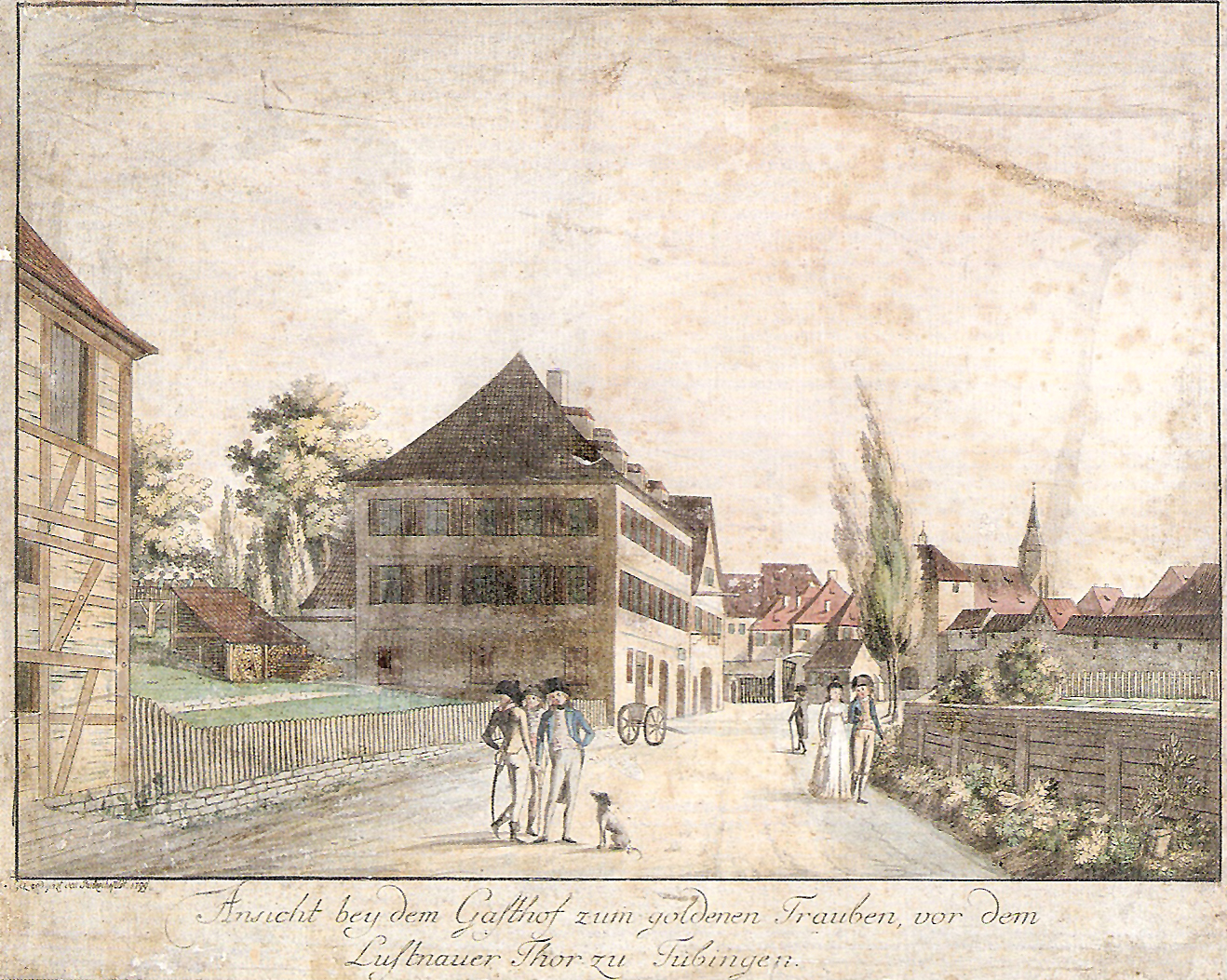
Zum Goldenen Trauben (aquarellierte Radierung, 1799)
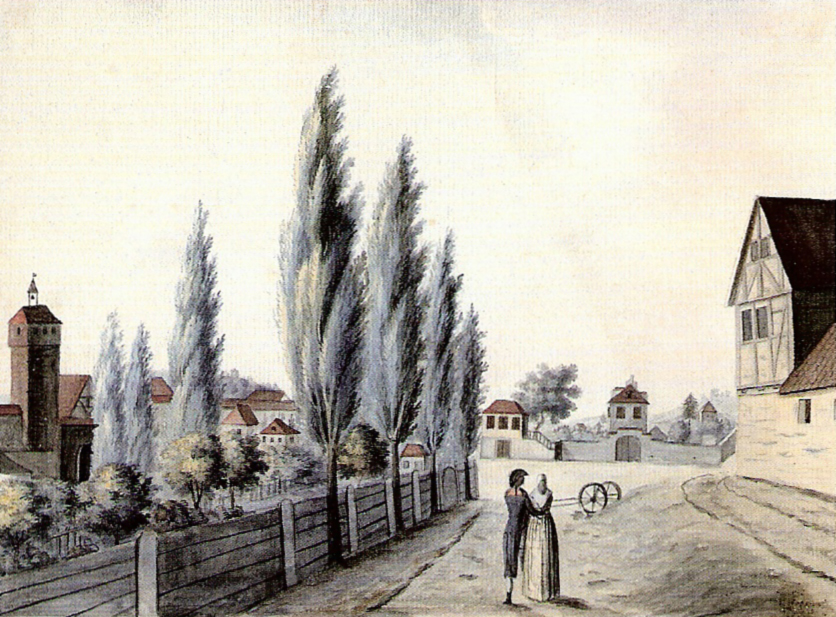
Partie vor Schmiedtor (Aquarell, ca. 1800)
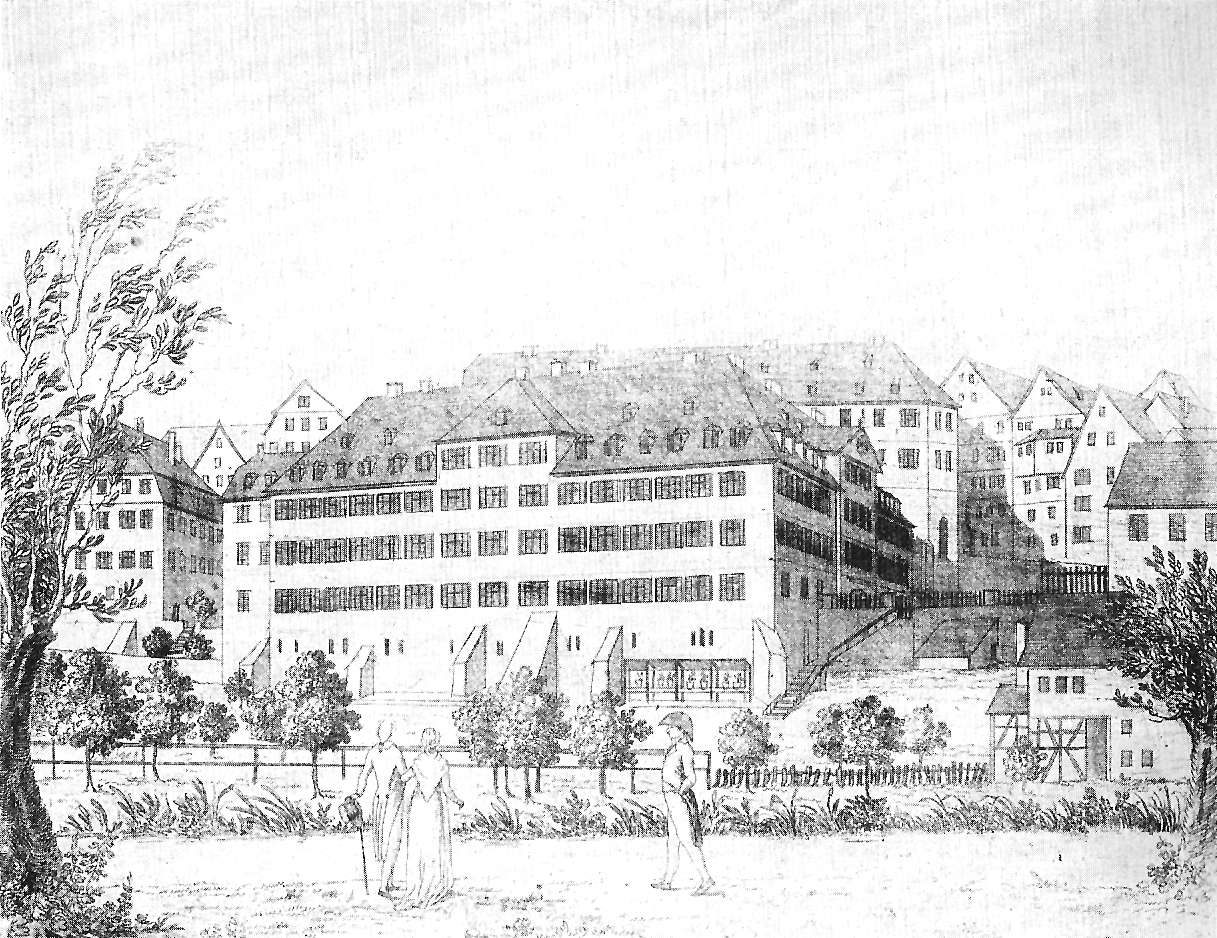
Evangelisches Stift vom Süden (Radierung, 1802)